# Хелифа, Сабер
Сабе́р Хели́фа (араб. صابر خليفة‎; 14 октября 1986, Габес) — тунисский футболист, нападающий клуба «Клуб Африкэн» и сборной Туниса.

## Карьера

### Клубная

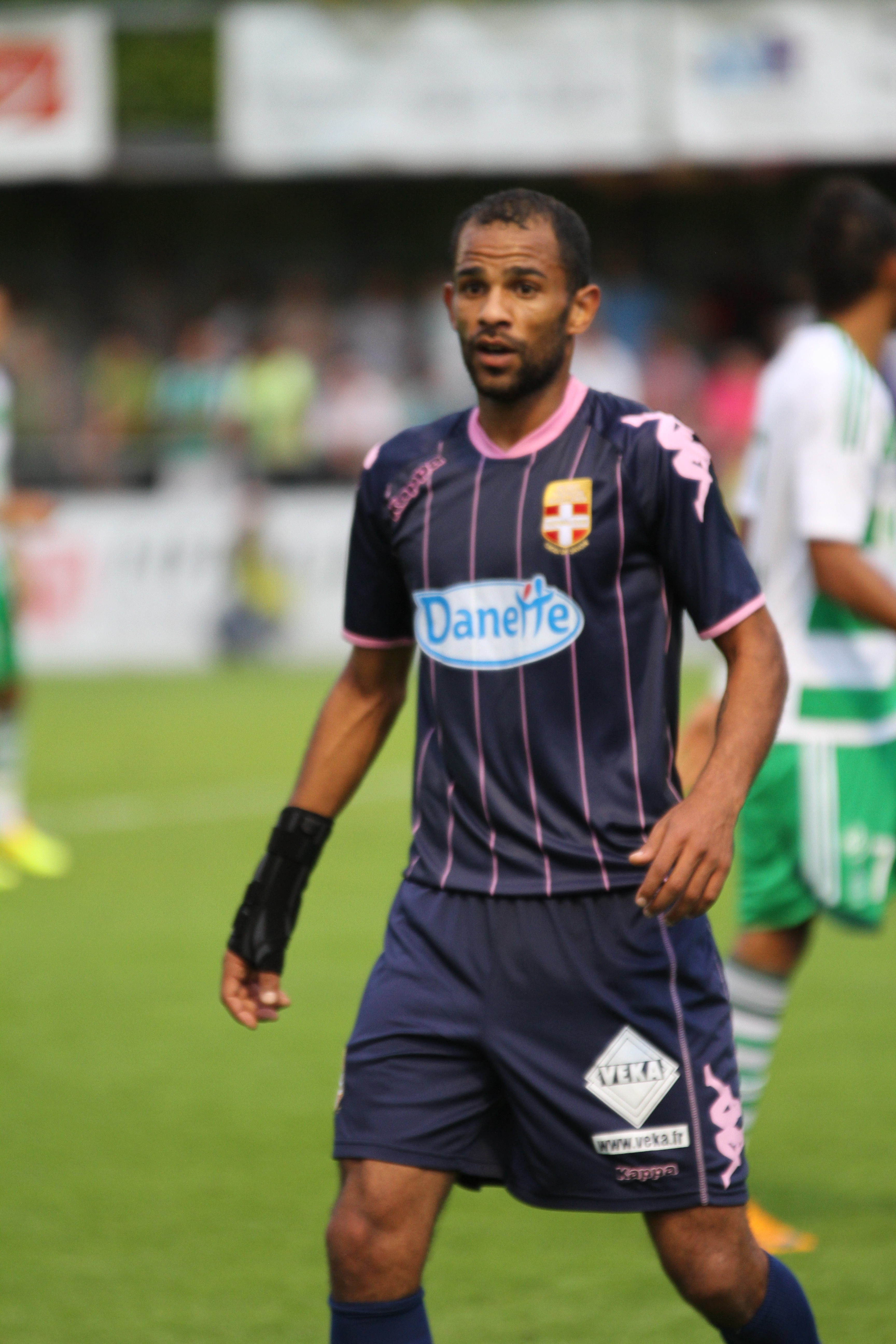
Хелифа в составе клуба «Эвиан»

Сабер Хелифа начал карьеру в клубе «Стад Габесьен». В 2006 году он перешёл в клуб «Эсперанс» (Тунис), с которым в первый же годы выиграл Кубок Туниса. Этот же результат футболист повторил и год спустя, а также выиграл Кубок Вице-чемпионов УНАФ. Летом 2008 года футболист был арендован
клубом «Хаммам-Лиф». Проведя там два сезона, футболист вернулся в «Эсперанс». Проведя в клубе, который выиграл и чемпионат и Кубок страны. Сам же Сабер половину сезона провёл в ливийском клубе «Аль-Ахли».
В январе 2011 года Хелифа перешёл в клуб Лиги 2 «Эвиан», подписав контракт на 3 года. 14 августа он сыграл свой первый матч за клуб, в котором его команда победила 1:0, а сам футболист забил победный мяч. Всего в первом сезоне он провёл 31 матч и забил 4 гола. В 8 туре сезоне 2012/2013 Хелифа забил 3 гола в ворота чемпиона страны, клуба «Монпелье».

### Международная

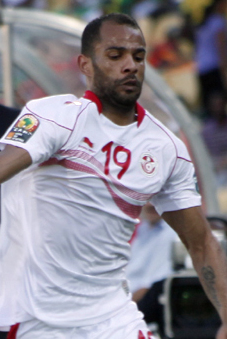
Хелифа в составе сборной Туниса

Хелифа дебютировал в сборной Туниса 17 ноября 2010 года в матче квалификации Кубка Африки с Ботсваной, где футболист вышел на замену Ахмеда Акаичи. В 2012 году футболист попал в состав национальной команды на Кубок африканских наций, где его команда дошла до четвертьфинала. Сам футболист провёл на турнире 4 игры и забил гол в четвертьфинале с Ганой.

## Достижения
Клубные
 «Эсперанс»
- Обладатель Кубка Туниса: 2006/07, 2007/08, 2010/11
- Обладатель Кубка обладателей кубков УНАФ: 2008
- Чемпион Туниса: 2010/11

 «Эвиан»
- Финалист кубка Франции (1): 2012/13

 «Клуб Африкэн»
- Чемпион Туниса: 2014/15

Индивидуальные
- Лучший бомбардир чемпионата Туниса: 2014/15 (15 голов)